# Saarijärvi
Saarijärvi este o comună din Finlanda.